# Dulce Pontes
Dulce José Silva Pontes (8 april 1969, Montijo) is een Portugese zangeres en liedjesschrijfster. 

Haar liedjes droegen bij aan de heropleving van Portugese folk en fado-muziek. Met haar krachtige en dramatische stem is ze een van de bekendste en meest gerespecteerde Portugese zangeressen.

## Biografie
Ze was een getrainde pianiste maar werd ook zangeres nadat ze op 18-jarige leeftijd een wedstrijd won. Ze werd al snel een actrice op televisie en in het theater. Ze vertegenwoordigde Portugal op het Eurovisiesongfestival 1991 met het lied Lusitana paixão. Ze werd achtste, een van de betere prestaties voor Portugal tot nu toe.
Sindsdien is ze een erg gewaardeerde artieste. Ze zingt niet uitsluitend in het Portugees, maar ook in het Spaans, Galicisch, Mirandees, Italiaans, Engels, Frans en Grieks.
Haar interpretaties van fado-klassiekers als Lágrima en Estranha forma de vida leverden haar nominaties in de pers op als "opvolgster en erfgename van Amália Rodrigues".
Haar lied A canção do mar (Lied van de zee) stond op de soundtrack van de Hollywoodfilm Primal fear en werd gecoverd door Sarah Brightman als Harem. Meerdere malen is haar muziek gebruikt voor film of televisie.
Samen met filmcomponist Ennio Morricone nam ze het album Focus op in 2003, na eerder het nummer A brisa do coração te hebben ingezongen voor de Italiaanse film Sostiene Pereira.
In 2007 zong ze samen met José Carreras het lied One world (We are one) op de officiële opening van de internationale verkiezing de "New 7 Wonders of the World" (zeven nieuwe wereldwonderen).
Dulce Pontes heeft samengewerkt met artiesten uit andere Portugeestalige landen zoals Cesária Évora (Kaapverdië), Caetano Veloso, Marisa Monte, Daniela Mercury, Simone, Jaques Morelenbaum (Brazilië), Waldemar Bastos (Angola), maar ook met tal van internationale artiesten zoals Andrea Bocelli, the Chieftains, Carlos Núñez, Kepa Junkera, Eleftheria Arvanitaki, George Dalaras, Wayne Shorter, Trilok Gurtu, Joan Manuel Serrat, Christopher Tin, en anderen.
In 2000 ontving ze de Prémio José Afonso voor haar album O primeiro canto. In Sanremo, Italië werd ze gelauwerd met de Premio Tenco in 2004. Spanje bekroonde haar in 2010 met de carrièreprijs "Golden Microfone" van de Radio- en Televisiefederatie.

## Discografie
- Lusitana (1992)
- Lágrimas (1993)
- Brisa do coração (1995)
- Caminhos (1996)
- O primeiro canto (1999)
- Best of (2002)
- Focus (2003)
- O coração tem três portas (2006)
- Momentos (2009)
- Peregrinação (2CD, 2017)

### Hitnoteringen
| Album met eventuele hitnotering(en) in de Nederlandse Album Top 100 | Datum van verschijnen | Datum van binnenkomst | Hoogste positie | Aantal weken | Opmerkingen         |
| ------------------------------------------------------------------- | --------------------- | --------------------- | --------------- | ------------ | ------------------- |
| Lágrimas                                                            | 1993                  | 06-07-1996            | 29              | 13           |                     |
| Caminhos                                                            | 1996                  | 03-05-1997            | 49              | 9            |                     |
| O primeiro canto                                                    | 1999                  | 09-10-1999            | 58              | 8            |                     |
| Focus                                                               | 2003                  | 15-11-2003            | 41              | 7            | met Ennio Morricone |

## Andere projecten
- duet met Andrea Bocelli:"O mar e tu in het Napolitaans en Portugees, op zijn album Sogno (1999)
- duet met José Carreras (voor de officiële opening van de internationale verkiezing van de New 7 Wonders of the World) met haar thema One world (We are one) (2007).
- Projecto Terra D'Água /Davide Zaccaria - A Terra Do Zeca (2007) : tracks 6 Utopia & 12 Coro da primavera
- hommage-album Señora (Ellas cantan a Joan Manuel Serrat) (2009) : track 1 Bendita música